# Vladimir Sergeevič Solov'ëv
(V. Solov'ëv, I tre dialoghi e il racconto dell'Anticristo)
Vladimir Sergeevič Solov'ëv (in russo Владимир Сергеевич Соловьёв?, AFI: [vɫɐˈdʲimʲɪr sʲɪrˈɡʲe(ɪ̯)ɪvʲɪt͡ɕ səɫɐˈvʲjɵf]; Mosca, 28 gennaio 1853 (16 gennaio nel calendario giuliano) – Uzkoe, 13 agosto 1900 (31 luglio nel calendario giuliano)) è stato un filosofo, teologo, poeta e critico letterario russo.
Giocò un ruolo assai significativo nello sviluppo della filosofia (influenzando il pensiero religioso di Berdjaev, Florenskij, Bulgakov), della poesia russa della fine del XIX secolo (Belyj, Blok) e nel rinascimento spirituale dell'inizio del Novecento.

## Biografia

### La famiglia
Vladimir Solov'ëv nacque a Mosca nel 1853, nella famiglia del noto storico russo Sergej Michajlovič Solov'ëv (1820-1879). La stirpe di Vladimir già da cinque o sei generazioni apparteneva all'ambiente dei contadini, ma successivamente entrò a far parte del ceto intellettuale. Il padre del filosofo, pertanto, non seguì la linea degli avi, rivolgendosi piuttosto all'attività intellettuale. Con il proprio instancabile lavoro conquistò un posto nella società, diventando prima docente e poi Rettore dell’Università di Mosca ma continuamente restava al di fuori della nobile cerchia professorale. Si distingueva nell'austerità del suo carattere, nella sua straordinaria sistematicità devota agli studi storici, nel vigore con il quale quasi ogni anno pubblicava i tomi della sua Storia della Russia (1851-1879), che gli storici contemporanei apprezzarono considerevolmente, dandone alle stampe ventinove. Nella sua famiglia, ogni cosa era sottoposta a regole ferree, che garantivano quella straordinaria produzione scientifica nel corso della sua esistenza. In gioventù ascoltò François Guizot e Jules Michelet, diede numerosi contributi alla storia dello sviluppo dello statalismo russo, fu predisposto al progressismo e al liberalismo, ebbe allievi come Vasilij Osipovič Ključevskij.
Per parte materna (la famiglia dei Poliksen Vladimirovič), Solov'ëv discendeva dai nobili ucraino-polacchi dei Romanov. Suo lontano cugino fu il celebre pensatore ucraino del XVIII secolo, Hryhorij Savyč Skovoroda (1722–1794).

### Infanzia e adolescenza
Vladimir Solov'ëv crebbe in una famiglia numerosa di impronta patriarcale, radicata nel cristianesimo ortodosso, nel rispetto dei valori tradizionali e caratterizzata da un alto livello culturale. L'atmosfera dei primi anni di Solov'ëv fu fortemente favorevole alla sua successiva crescita spirituale. All'età di nove anni, mentre partecipava in chiesa alla Liturgia dell'Ascensione, fu colpito dalla straordinaria bellezza di una fanciulla che gli suscitò un intenso sentimento amoroso. Questo evento fu considerato da Solov'ëv come il primo dei tre incontri mistici che ebbe nella sua vita con quella che finirà per identificare come la sua “eterna sposa”, la Sofia, la Sofia-Verità, colei che unisce cielo e terra, l'artefice della Divinoumanità.
Solov'ëv frequentò il ginnasio moscovita, facendovi ingresso nel 1864.
Il carattere straordinariamente dotato di Vladimir e le sue continue e, si potrebbe dire, passionali ricerche delle "più alte verità" si mostrano già in anni precoci, cominciando a leggere molto presto gli slavofili e i grandi idealisti tedeschi. Ma pochi sanno che negli ultimi anni del ginnasio e nei primi anni di università lesse anche "volgari" testi materialisti. Fu in quegli anni che gettò dalla finestra della sua camera le icone sacre ortodosse, scatenando la collera del padre. Sebbene Sergej Michajlovič Solov'ëv fosse un liberale, come spesso è ricordato, avvicinava tuttavia con forza i suoi figli alla religione. Il padre considerava le letture del giovane come una malattia della crescita del proprio figlio. Ma ciò che sufficientemente mostra il liberalismo presente nella sua famiglia è un episodio, un avvenimento che provocò lo sdegno sia del padre che del figlio: nel 1864 Černyševskij fu infatti condotto ai lavori forzati. All'epoca di questa ingiustizia, l'undicenne Vladimir era già in contatto con stimati scrittori e filosofi.

### La formazione
A soli 16 anni Solov'ëv si iscrisse all'Università di Mosca, prima alla Facoltà di Lettere dove studierà con voracità tutta la filosofia occidentale e poi a quella di Scienze. Ma lo studio delle scienze naturali lo deluse presto per l'incapacità di quest'ultime di penetrare nel senso nascosto del mondo. Tornò quindi di nuovo a Lettere. Tra i docenti da cui sarà maggiormente influenzato ci fu P. D. Jurkevic (1827-1874), al quale succederà alla cattedra universitaria a soli 21 anni, che gli fece conoscere le correnti teosofiche ed esoteriche e in particolare Emanuel Swedenborg (1688-1772), e il prof. Ivantsov-Platonov (1835-1894).
Nel 1872, dopo che a 14 anni l'aveva abbandonato, riscoprì e ritornò al cristianesimo, non più a quello canonico dell'infanzia, ma ad una fede completamente calata nell'inquieto mondo moderno e contemporaneo in cui viveva.
Sempre in quell'anno, all'età di 19 anni, Solov'ëv ebbe una visione mistica mentre viaggiava in treno.
Nel 1873-74 s'iscrisse all'Accademia ecclesiastica di Mosca dove approfondì gli studi biblici e patristici.
Solov'ëv era assetato di conoscenza, si dedicava anima e corpo allo studio e alla ricerca della verità e in questo impegno si sentiva parte di una missione più grande di lui. Questo atteggiamento disinteressato e di impegno assoluto per la verità lo porterà a scontrarsi con il potere imperiale ed ecclesiastico, a dover subire privazioni e censure e, dal 1881, a lasciare l'insegnamento universitario che aveva ottenuto a San Pietroburgo. Mal tollerate e spesso censurate saranno per esempio le sue idee sui diritti umani, la libertà, i diritti delle minoranze etniche e religiose – come gli ebrei – e delle nazionalità – come i polacchi – la sua visione sulla Chiesa cattolica e le sue ardite posizioni in ambito teologico e religioso come quelle sostenute nella conferenza pubblica del 1891 dal titolo "Il crollo della concezione medievale del mondo".
Solov'ëv viveva una vita ascetica, era distaccato dal denaro, condivideva i suoi beni con i più poveri ed era vegetariano. Per tutta la sua vita rimase celibe.
Nel 1873 fece amicizia con Dostoevskij che lo influenzò profondamente e gli fece conoscere, qualche anno più tardi, le idee di Nikolaj Fëdorov. Il "Socrate di Mosca", così era soprannominato Fëdorov, eserciterà un impatto così notevole su Solov'ëv che questi arriverà a definire il suo "progetto" di resurrezione e regolazione universale come "il primo avanzamento dello spirito umano sulla via di Cristo" dall’epoca della comparsa della cristianità..
Nel 1874 Solov'ëv coronò gli studi universitari con la tesi “La crisi della filosofia occidentale. Contro i positivisti” che attirerà l'attenzione dell'intellighenzia e dell'élite culturale russa.
Nel 1875 divenne professore universitario ma poco dopo chiese una dispensa per poter approfondire i suoi studi «sulle filosofie gnostiche, indiana e medievale» al British Museum di Londra. Qui, immerso nello studio dei testi religiosi, mistici ed esoterici, ebbe una nuova visione della Sofia che gli disse di andare a proseguire gli studi in Egitto, al Cairo. Sarà nel deserto egiziano, di notte, che Solov'ëv - così come racconterà nei "Tre incontri" - avrà l'ultimo incontro della sua vita con Sofia.
Dopo il soggiorno in Egitto, Solov'ëv ritornò a Mosca e nel 1877 rassegnò le dimissioni dall'Università.
Sempre in quell'anno tenne all’Università di San Pietroburgo, riscuotendo un grande interesse, le “Lezioni sulla Divinoumanità”, che saranno pubblicate tra il 1877 e il 1881.
A questa prima fase di formazione (1873-1880) la storiografia fa generalmente seguire, nella vita di Solov'ëv, una fase cosiddetta teocratica (1881-1890), caratterizzata dallo strenuo impegno - pur nei disagi e le tribolazioni dovute all'assenza di un'occupazione stabile a causa della perdita del lavoro a San Pietroburgo – volto alla trasformazione della società attraverso il sistema sociopolitico, da lui teorizzato, della "libera teocrazia" e per l'unione tra la Chiesa ortodossa e quella cattolica e nell'esplicazione del ruolo messianico della Russia; e una fase teurgica e apocalittica (1890-1900) segnata, dopo il fallimento dei suoi progetti esteriori precedenti, da un ritorno alla dimensione filosofica, metafisica e mistica e negli ultimissimi anni, a quella escatologica e apocalittica, il tutto mentre le sue condizioni fisiche, ed anche economiche e finanziarie, peggioravano, ed era sempre più colpito dalla censura e dall'ostilità delle autorità.
Solov'ëv morirà in questo contesto, senza aver superato neanche i cinquant'anni, all'età di quarantasette anni, il 31 luglio del 1900.
La sua tomba si trova a Mosca, nel monastero di Novodevičij.

## Il contributo al pensiero cristiano

### Introduzione generale
Nel 1881 Solov'ëv pubblica Lezioni sulla Divinoumanità, in cui difende il "simbolo" cristologico espresso durante il concilio di Calcedonia del 451, che definisce l'esistenza in Cristo - "vero Dio e vero uomo" - di due nature perfette, divina e umana, e delinea il suo concetto portante di Divinoumanità.
Un altro aspetto fondamentale del pensiero di Solov'ëv riguarda la cosiddetta "teosofia", chiamata anche "conoscenza integrale" o "libera teosofia", in cui scienza, filosofia e teologia (mistica inclusa) devono armonicamente essere riunite insieme - e non più divise in modo esclusivistico - per poter ottenere una conoscenza sempre più veritiera della realtà totale. In Solov'ëv quindi il termine “teosofia” non rimanda certamente a Helena Blavatsky e alla sua Società Teosofica nei cui confronti non nutriva particolare simpatia considerandola solo come una forma di neobuddhismo, e va oltre al senso in cui comunemente è usato per indicare la religiosità espressa da quel filone spirituale che ha radici antiche e che nella Modernità ha trovato dei rappresentanti in Paracelso (1496-1541), Jacob Böhme (1575-1624) e Emanuel Swedenborg (1688-1772), che Solov'ëv ben conosceva e stimava, ma è piuttosto da intendere come espressione di quel processo gnoseologico di “integrazione cattolica” dei diversi saperi, riportati armonicamente all'unità, che Solov'ëv adottò e considerò come la via maestra nella ricerca della Verità.
Un'altra categoria portante del sistema filosofico di Solov'ëv - e di cui ebbe anche tre visioni mistiche - è la Sapienza Divina, la Sofia, che sta alla base di una speculazione “sofiologica” complessa, dai molteplici aspetti non sempre facilmente decifrabili e che influenzerà diversi pensatori russi successivi come Nikolaj Trubeckoj, P.avel Florenskij, Sergej Bulgakov e Nikolaj Berdjaev. La "teosofia" di Solov'ëv individua nella Sofia il tramite tra Dio e gli uomini, l'umanità ideale "divinizzata", la Divinoumanità, "l'umanità ideale, perfetta, eternamente inclusa nell'essere divino integrale ossia in Cristo". O ancora la Sofia è per Solov'ëv la "sostanza unica della Trinità", "un essere spirituale vivo che possiede ogni pienezza di potenza e d’atto". Questa sapienza, che si rivela pienamente in Cristo, si attua per Solov'ëv nella Chiesa universale, che è "l'eterna amica", "l'essere reale e femminile: la vera e pura e intera umanità". Nella sua dimensione materiale, la Chiesa assumerà il suo aspetto perfetto allorché realizzerà l'unione delle diverse denominazioni cristiane e la convergenza fra Chiesa e Stato.
Altri elementi peculiari del pensiero di Solov'ëv sono stati quelli di "Unitotalità" e di Amore, differentemente declinati nei vari livelli della sua speculazione a partire da quello metafisico e teologico fino a quello etico e antropologico. Si parte dalla divinità, l'Essere Assoluto - che per Solov'ëv si può descrivere anche come “Nulla” tramite la teologia negativa o apofatica – che è Unità positiva contenente in potenza tutta la molteplicità, Unità del tutto. L'evoluzione dell'Unità si dispiega nella Trinità perché l'Assoluto non è autonomia assoluta ma relazione d'amore tra il Padre e il Figlio, rapporto intimo e reciproco che si realizza nello Spirito Santo, il "cuore comune del Padre e del Figlio", nel quale la divinità raggiunge il proprio compimento e dal quale, per amore, darà vita al mondo esterno extradivino tramite un atto di auto-limitazione, affinché questo stesso mondo si salvi e si redima e torni a Lui nell'Unità, affinché "Dio sia tutto in tutti". Per Solov'ëv quindi Dio, che è relazione e amore, "vuole che vi sia al di fuori di Sé un'altra natura che possa divenire progressivamente ciò che lui è dall'eternità, il tutto assoluto". L'agape, l'amore intradivino, è per Solov'ëv quindi ciò che contraddistingue la divinità ed è la sorgente della creazione e del suo scopo finale, la Divinoumanità.
Per Solov'ëv l'amore – tra Dio e l'uomo e tra gli uomini – per essere vero e autentico, richiede la libertà. La sua riflessione si è pertanto costruita attorno all'imprescindibile valore della libertà, mettendone in risalto l'importanza, considerando tutto il processo storico e la storia della filosofia come storie progressivamente tese all'affermazione della sempre maggiore libertà dell'uomo. Ma l’amore, a sua volta, per realizzarsi – come in un circolo – richiede l'abnegazione, la rinuncia, la kenosi.
Significativa in Solov'ëv è anche la sua concezione estetica, in cui la bellezza diventa la “trasfigurazione della materia attraverso l'incarnazione in essa di un principio diverso, trans-materiale”. Cristo rimane l'ideale perfetto di quella bellezza divino-umana che progressivamente, nel processo storico, l'umanità dovrà far propria ed estendere a tutto il cosmo affinché tutto risplenda della Bellezza divina, che tutto sia salvato e trasfigurato e ricondotto all'Unità; in questo senso Solov'ëv crede, riprendendo una celebre frase di Fëdor Dostoevskij, che la Bellezza salverà il mondo. All’interno di questa prospettiva, Solov'ëv ritiene che sia stato fondamentale, nel Concilio ecumenico di Nicea del 787, la condanna dell'iconoclastia e la conseguente approvazione del culto delle immagini perché, così facendo, difese la materia e la sua possibilità, dopo l'Incarnazione, di rappresentare e incarnare il divino. L’arte assume quindi un altissimo valore perché ha il compito di rappresentare ed incarnare il divino che è unità di Amore, Verità e Bellezza. Da qui derivano le critiche feroci rivolte da Solov'ëv a Puškin, poeta-profeta romantico, perché la sua arte non era posta al servizio della Verità ma di un egocentrismo giunto fino al punto di fargli perdere la vita in un duello d'onore. Questa concezione estetica è radicalmente diversa da quelle dualiste e anche da quella idealista di Hegel che concepì la bellezza come una proprietà delle idee e dell'infinito, un momento temporaneo di unione di queste idee col reale e il finito, per fuggire poi altrove.
Per una motivazione fortemente teologica, Solov'ëv avvertì l'urgenza di superare la scissione fra Chiesa cattolica e ortodossa, che si proclamavano entrambe unico Corpo col Cristo, e la necessità di un ecumenismo dottrinale, non fondato su un'unione di primati e particolarismi storici delle Chiese (primato temporale del cattolicesimo, tradizione agli ortodossi, esclusiva protestante dell'esegesi biblica).
Negli ultimi scritti si soffermò in particolare sul problema della radicalità del male approfondendolo da un punto di vista metafisico e antropologico. Ragionò sul problema della sua sottovalutazione e travisamento prendendo in considerazione il simbolismo dell'Anticristo e criticando la visione del progresso come società prospera, felicità pacifica e comodità, attaccando nel contempo Tolstoj per la sua interpretazione del pacifismo come forma di nonviolenza, intesa come rinuncia al diritto e alla non prevaricazione dei più deboli, e fallimentare tentativo di conciliazione esteriore di contraddizioni interne. Vide nel nascente '900 un secolo di guerre, il fallimento delle ideologie, che i progressi della scienza e della psicologia non avrebbero risolto le domande di fondo della vita, la scristianizzazione dell'Occidente e un montante agnosticismo.
Tra le altre opere di Solov'ëv occorre ricordare I fondamenti spirituali della vita (1884) e Sulla giustificazione del bene (1897).

### La Divinoumanità
Il concetto centrale di Solov'ëv, radicato nei suoi studi biblici e patristici e nella sua concezione cristologica maturata attraverso il suo approfondito studio dei dogmi, è quello della Divinoumanità, in russo Bogočelovečestvo, un neologismo da lui creato e che verrà successivamente utilizzato anche da altri pensatori e teologi (S. Bulgakov, N. Berdajev, S.L. Frank, P. Evdokimov, O. Clément, T. Špidlík) e attraverso il quale Solov'ëv interpreta tutto il senso del cristianesimo.
Per Solov'ëv la Divinoumanità è la condizione futura verso cui l'umanità si sta dirigendo, è lo stadio finale cui è orientato tutto il processo cosmico che ha il suo centro imprescindibile nell'Incarnazione di Cristo e avrà la sua apoteosi con la realizzazione del “Regno di Dio”, quando “Dio sarà tutto in tutti”, riprendendo un'espressione usata da San Paolo e che viene di frequente riutilizzata da Solov'ëv nei suoi scritti.
La Divinoumanità è, secondo Solov'ëv, l'ideale eterno originario (la Sofia) esistente in Dio e che si manifesta nel tempo a partire dalla creazione: il Padre ha creato l'uomo e il mondo per amore, e per amore vuole che questo, liberamente e progressivamente, “divenga ciò che è Lui dall'eternità, il tutto assoluto”, quando cioè il mondo, al confine della storia, vedrà finalmente realizzarsi il "Regno di Dio" – la ricapitolazione in Cristo di tutte le cose – con il raggiungimento dell'immortalità, la resurrezione universale dei morti, la trasfigurazione totale del cosmo e della materia.
La prospettiva all'interno della quale Solov'ëv inserisce la Divinoumantà è una prospettiva "unitotale", una concezione radicalmente antidualista, fondata sulla visione metafisica di una fondamentale unità tra Dio, l'umanità e il cosmo, e sui dogmi cristologici che rifiutavano il monofisismo, l'arianesimo e il nestorianesimo: Dio si è incarnato nella carne dell'uomo perché vuole che anche il corpo dell'uomo, l'umano in tutte le sue dimensioni, e la materia del cosmo, siano salvati e trasfigurati e non lasciati a sé stessi, nello stato di corruttibilità e morte in cui giacciono attualmente, e vuole che l'uomo - e per suo tramite il cosmo intero - con una scelta responsabile e di libero amore, ritorni integralmente e per partecipazione a Lui, così che alla fine Dio possa essere “tutto in tutti”.
A l'uomo spetta quindi il compito di comprendere, nel tempo, questa vocazione e di accettare con amore e liberamente questa grandiosa missione di salvezza dell'umanità e del cosmo, di reintegrazione (apocatastasi), di unione di tutto in Dio, seguendo l'esempio di Cristo, che è venuto per la salvezza e la redenzione di tutti e di tutto, che è stato risorto e asceso al cielo nella carne, e dove le due nature – quella divina e quella umana - si sono perfettamente e liberamente unite.
Solov'ëv sottolinea ripetutamente, basandosi sui dogmi cristologici che hanno rifiutato il monotelismo, come la libertà della volontà umana sia il presupposto fondamentale di questa scelta e come Dio stesso voglia che l'uomo faccia questa scelta di unione, personale e cosmica, in modo totalmente libero e consapevole, guidato solo dalla propria libera decisione e dall'amore.
Per Solov'ëv la Chiesa, fondata da Cristo - nella sua vocazione universale - è e sarà il luogo di realizzazione progressiva della Divinoumanità, dovendo superare con il tempo le proprie divisioni interne arrivando ad abbracciare tutta l'umanità e il mondo intero.
Ciò sarà possibile all'uomo solo quando imparerà a divinizzarsi (la theosis dei padri greci) subordinando liberamente, tramite un'ascesi interiore guidata dall'amore, sull'esempio della kenosi di Gesù Cristo e di Dio, la propria volontà umana a quella divina, ottenendo così la vera libertà e le energie necessarie alla trasfigurazione di sé stesso e del mondo attraverso il proprio lavoro estetico e creativo, teurgico, di spiritualizzazione, trasfigurazione e divinizzazione della materia.
Non si tratta quindi, in Solov'ëv, di un'auto-divinizzazione dell'umanità come in altri progetti di stampo ateo, materialista, positivista e illuminista dell'epoca, progetti che secondo Solov'ëv, nella loro unilateralità, sono destinati inesorabilmente a fallire in quanto privano l'uomo di una sua dimensione costituiva, e perché da solo, con le sue sole forze, l'uomo non è in grado di crearsi una religione (come hanno cercato di fare Auguste Comte e Tolstoi, a cui Solov'ëv rimproverava di predicare un Cristianesimo fasullo, senza la Chiesa, Cristo e la risurrezione) e di sconfiggere il male del caos e della disintegrazione che alligna nella natura corrotta dal peccato dentro e fuori di lui; si tratta invece di un'impresa necessariamente divina e umana insieme, di un'Alleanza, fondata in Cristo e sulla Chiesa, dove i due livelli cooperano e si integrano vicendevolmente, “non confusi, non divisi” come dice il dogma cristologico, permettendo all'uomo di recuperare la sua originaria e vera somiglianza a Dio e di procedere, guidato dallo Spirito, alla trasfigurazione cosmica. In quest'ottica, in particolare riferimento a Nietzsche, Solov'ëv afferma che il vero superuomo è stato ed è Gesù Cristo, colui che ha innalzato l'uomo al di sopra della condizione umana e ha aperto la strada alla Divinoumanità.
Specularmente Solov'ëv ha fortemente critico le prospettive di divinizzazione dell'uomo esclusivamente mistiche, spiritualiste e disincarnate, sbilanciate verso il Cielo e che hanno quindi dimenticato la Terra e la materia e dove l'uomo assume un atteggiamento esclusivamente passivo:
Per Solov'ëv non si tratta quindi di negare la carne, ma di spiritualizzarla e rigenerarla, salvarla e risuscitarla. Si tratta, con la Divinoumanità, nella sua ottica unitotale e integrale, di riunire Cielo e Terra, Oriente e Occidente, spirito e carne, contemplazione e azione, Infinito e finito, nell'uomo, nell'umanità in tutte le sue dimensioni, e nel cosmo.

## Raffronto con altri pensatori
La visione messianica ed escatologica di Solov'ëv, la cristologia cosmica incentrata sulla Divinoumanità presenta molti punti in comune con la visione di Pierre Teilhard de Chardin, caratterizzata da un cristianesimo attivo, dall'idea dell'evoluzione attiva dell'umanità, con l'integrazione di scienza e teologia, di ragione e fede, di evoluzionismo ed escatologia: la differenza principale sarebbe, secondo diversi studiosi, nel maggior rilievo che Solov'ëv ha dato al problema del male nel mondo – e quindi alla libera scelta dell'uomo che fino alla fine potrà sempre più consapevolmente optare tra il Bene e il Male – e che continuerà a persistere fino alla fine dei tempi, quando prenderà le sembianze dell'Anticristo prima della definitiva instaurazione del "Regno di Dio".
Questa visione cosmica della Divinoumanità è stata inoltre accostata e avvicinata anche alle idee di Nikolaj Fëdorov, capostipite del cosmismo e contemporaneo di Solov'ëv. La differenza principale tra i due consisterebbe nel modo in cui credevano si dovesse realizzare la resurrezione universale dei morti e la trasfigurazione del cosmo: mentre Fëdorov considerava esclusivamente i mezzi tecnici e scientifici, Solov'ëv poneva la precondizione di un’ascesi spirituale dell'uomo.

## Altro
Qualche critico ha sostenuto che Fëdor Dostoevskij si ispirasse a Solov'ëv per la figura di Alësa Karamazov ne I fratelli Karamazov.

## Opere
Tradotte in Italiano
- I tre dialoghi e il racconto dell'Anticristo, collana Campo dei Fiori, traduzione di Denise Silvestri, Fazi, 2017.
- I tre dialoghi e il racconto dell'anticristo, Marietti, 1975 e 1996; Vita e Pensiero, 1995; Edizioni Dehoniane Bologna, 2021.
- Il destino della teocrazia, Mimesis, 2014.
- Filosofia teoretica, Accademia University Press, 2013.
- L'ecumenismo che verrà. La Russia e la Chiesa universale, Ghibli, 2013.
- Il dramma della vita di Platone. Testo russo a fronte, Bompiani, 2010.
- Sulla bellezza. Nella natura, nell'arte, nell'uomo, a cura di Adriano Dell'Asta, Edilibri, 2006.
- Il significato dell'amore, introduzione e traduzione di Adriano Dell'Asta, Edilibri, 2003.
- Opera omnia / Islam ed ebraismo vol. 5, La Casa di Matriona, 2002.
- La conoscenza integrale, La Casa di Matriona, 1998.
- I fondamenti spirituali della vita, Lipa, 1998.
- A. Dell'Asta, La crisi della filosofia occidentale , La Nuova Europa, 1990: edito nel 1874, è una critica della filosofia da Cartesio a Schopenhauer, e in particolare sul Positivismo di Comte.
- La sofia. L'eterna sapienza mediatrice tra Dio e il mondo, San Paolo Edizioni, 1996.
- Scritti letterari. Saggi inediti di letteratura ed estetica, San Paolo Edizioni, 1995.
- Sulla divinoumanità e altri scritti, Jaca Book, 1990.
- Il problema dell'ecumenismo, Jaca Book. 1973.
- Poesie, a cura di Leone Pacini Savoj, Fussi Editore, 1949.
- Due saggi sulla filosofia dell'amore, trad. originale dal russo a cura di Venceslao Ivanov, Roma, Signorelli, 1939.